# Saint-Aubin-les-Forges
Saint-Aubin-les-Forges är en kommun i departementet Nièvre i regionen Bourgogne-Franche-Comté i de centrala delarna av Frankrike. Kommunen ligger i kantonen La Charité-sur-Loire som tillhör arrondissementet Cosne-Cours-sur-Loire. År 2022 hade Saint-Aubin-les-Forges 379 invånare.

## Befolkningsutveckling
Antalet invånare i kommunen Saint-Aubin-les-Forges
| Referens: INSEE |